# الميزاب (حبيش)

تعديل مصدري - تعديل

الميزاب محلة تابعة لقرية الصوفي، التابعة لعزلة ربع ظلمة بمديرية حبيش إحدى مديريات محافظة إب في الجمهورية اليمنية، بلغ تعداد سكانها 38 حسب تعداد اليمن لعام 2004.